# Campeonato Paraguaio de Futebol de 1949
O Campeonato Paraguaio de Futebol de 1949 foi o trigésimo nono torneio desta competição. Participaram onze equipes. Não houve rebaixamento no ano anterior, já que somente neste ano a lei do ascenso e descenso iria valer plenamente (na edição anterior houve apenas o ascenso do Asunción FBC). Em paralelo, correu também o  último campeonato da Federación Paraguaya de Deportes, formada com os outros clubes paraguaios que foram "expulsos" devido a decisão da "famosa assembléia de 7 de julho de 1935", que rebaixou equipes nos bastidores e os participantes da intermédia. Com a implantação do ascenso no campeonato, a "Federación" foi esvaziada, sendo que em 1949 o campeonato - o último - não foi completado. 
| Equipe                | Cidade   | Departamento     | No ano anterior                                                      | Estádio | Capacidade | Títulos                                                  | Participações |
| --------------------- | -------- | ---------------- | -------------------------------------------------------------------- | ------- | ---------- | -------------------------------------------------------- | ------------- |
| Club River Plate      | Assunção | Distrito Capital | Quinto Lugar                                                         | --      | --         | 0 (não possui)                                           | 34            |
| Club Cerro Porteño    | Assunção | Distrito Capital | Quarto Lugar                                                         | --      | --         | 9 (1913, 1915, 1918, 1919, 1935, 1939, 1940, 1941, 1944) | 33            |
| Club Guaraní          | Assunção | Distrito Capital | Vice Campeão                                                         | --      | --         | 4 (1906,1907, 1921, 1923 )                               | 38            |
| Club Nacional         | Assunção | Distrito Capital | Terceiro Lugar                                                       | --      | --         | 6 (1909, 1911, 1924, 1926, 1942, 1946)                   | 39            |
| Club Olimpia          | Assunção | Distrito Capital | Campeão                                                              | --      | --         | 14 (último em 1948)                                      | 39            |
| Sol de América        | Assunção | Distrito Capital | Oitavo Lugar                                                         | --      | --         | 0 (não possui)                                           | 36            |
| Club Libertad         | Assunção | Distrito Capital | Nono Lugar                                                           | --      | --         | 5 (1910, 1920, 1930,1943, 1945 )                         | 35            |
| Atlántida Sport Club  | Assunção | Distrito Capital | Sexto Lugar                                                          | --      | --         | 0 (não possui)                                           | 30            |
| Club Presidente Hayes | Assunção | Distrito Capital | Décimo Lugar                                                         | --      | --         | 0 (não possui)                                           | 26            |
| Club Sportivo Luqueño | Luque    | Central          | Sétimo Lugar                                                         | --      | --         | 0 (não possui)                                           | 21            |
| Asunción FBC          | Assunção | Distrito Capital | Campeão do Campeonato Paraguaio de Futebol de 1948 - Segunda Divisão | --      | --         | 0 (não possui)                                           | 1             |

## Premiação
| Campeonato Paraguaio 1949 Primeira Divisão |
| Assunção                                   |
| ------------------------------------------ |
| Club Guarani Campeão (5º título)           |